# Ардмор (Вотерфорд)

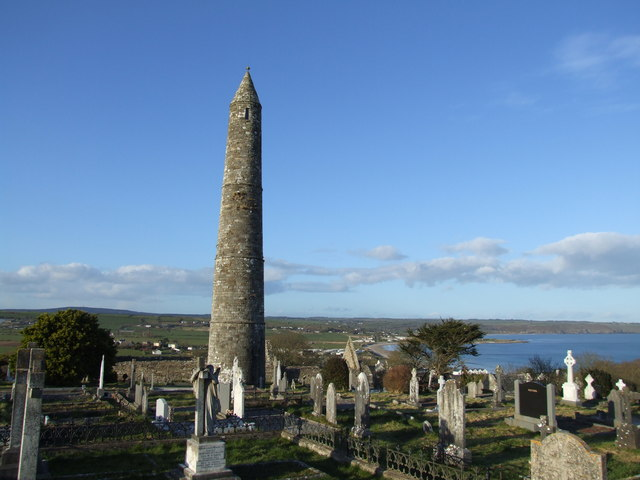

Ардмор (англ. Ardmore; ірл. Aird Mhór, «велика висота») — село в Ірландії, знаходиться в графстві Вотерфорд (провінція Манстер). Деякий час у цих місцях жив і проповідував святий Деклан.
Тут жив і був похований після смерті в 1996 англо-ірландський письменник Моллі Кін; Фергал Кін, видатний письменник і журналіст, провів тут багато вихідних з сім'єю і описує місцевість як «рай на землі».
У 1992 році село вигравало Irish Tidy Towns Competition.

## Демографія
Населення — 412 осіб (за переписом 2006 року). У 2002 році населення становило 459 осіб.
Дані перепису 2006 року:
| Загальні демографічні показники |               |                           |                           |          |         |
| Все населення                   | Все населення | Зміни населення 2002-2006 | Зміни населення 2002-2006 | 2006     | 2006    |
| 2002                            | 2006          | чол.                      | %                         | чоловік. | дружин. |
| 459                             | 412           | -47                       | -10,2                     | 206      | 206     |